# Jeûne pour la vie
Pour les articles homonymes, voir Jeûne (homonymie).
 (avril 2017).
Si vous disposez d'ouvrages ou d'articles de référence ou si vous connaissez des sites web de qualité traitant du thème abordé ici, merci de compléter l'article en donnant les références utiles à sa vérifiabilité et en les liant à la section « Notes et références ».

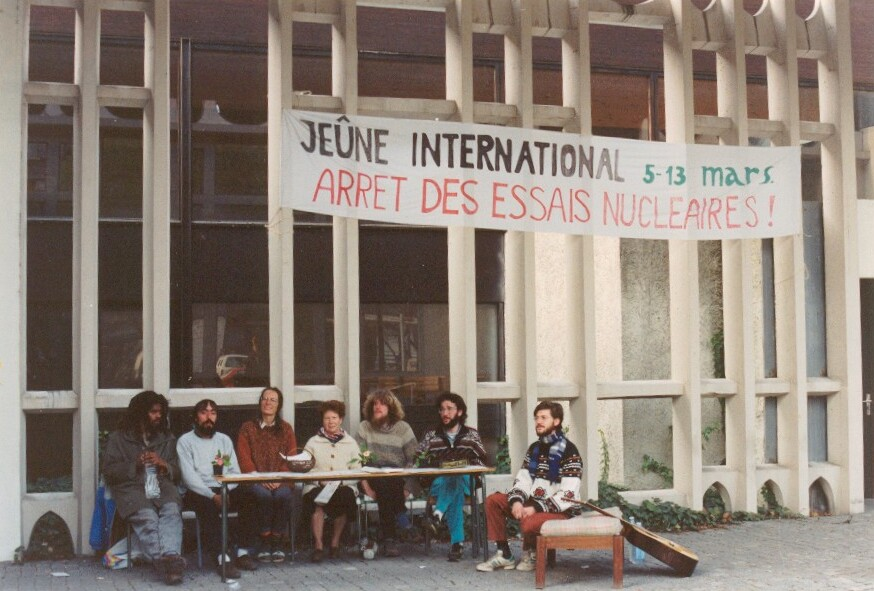
Jeûne international pour l'arrêt des essais nucléaires, 5 au 13 mars 1990, Grenoble.

Le Jeûne pour la vie est un mouvement international pour le désarmement nucléaire, qui a culminé en 1983 lorsque 13 personnes ont commencé le 6 août, anniversaire du bombardement de Hiroshima, un jeûne à durée indéterminée dans plusieurs grandes villes du monde.
Les jeûneurs ont été accompagnés par plusieurs milliers de personnes qui ont jeûné quelques jours et de grandes manifestations de soutien.
Les 13 jeûneurs ont arrêté leur jeûne au bout de 40 jours. En France, ils ont notamment été reçus par le président de la République, François Mitterrand. 
Le résultat direct de ce mouvement est assez mitigé, mais il a permis une grande dynamisation des mouvements pour le désarmement nucléaire. Les conséquences indirectes sont difficiles à évaluer, mais de nombreuses actions ont pris comme référence le Jeûne pour la vie, notamment en France, les Marches pour la vie, en 1984.

## Liste des jeûneurs et des villes
Paris
- Solange Fernex
- Michel Nodet
- Jacky Guyon
- Francisco Alejo

San Francisco
- André Larivière
- Dorothy Granada
- Charles Gray
- Kohjima

Bonn
- Johanna Jordan
- Andrea Elukovic

 Toronto
- Brian Burch
- Karen Harrison

Rome
- Tom Siemer